# Неда Лозановска
Неда Лозановска (на македонска литературна норма: Неда Лозановска) е поетеса от Северна Македония.

## Биография
Родена е през 1938 година в преспанското село Щърбово, тогава в Югославия. В 1971 година емигрира в Канада. Членка е на Литературното дружество „Братя Миладиновци“ в Торонто. Членка е на Дружеството на писателите на Македония от 1997 година. Носителка е на наградата „Иселеничка грамота“.